# Каменское
Каменско́е (укр. Кам'янське́), в 1936—2016 годах — Дне́продзержи́нск (укр. Дніпродзержинськ) — город в Днепропетровской области Украины, административный центр Каменского района и Каменской городской общины. До 17 июля 2020 года был городом областного подчинения. Третий по величине город области.

## Географическое положение
Город Каменское находится на берегах реки Днепр (в основном на правом берегу), у плотины Среднеднепровской ГЭС, выше по течению на расстоянии в 1 км расположено село Аулы (Криничанский район), ниже по течению примыкает посёлок Карнауховка. Через город проходят автомобильные дороги Н-08, Т-0412, Т-0417, Т-0430 и Т-0414. Город Каменское — крупный железнодорожный узел (станции Правда, Каменское-Пассажирский, Каменское, Тритузная, Каменское-Левобережный, Карнауховка и Запорожье-Каменское).

### Районы города
- Заводской
- Пивденный (Южный)
- Днепровский

## История
На территории Каменского с древнейших времён селились люди. В селе Романково, на месте которых расположен ныне город, была найдена бедренная кость палеонтропа позднего мустье (культура среднего палеолита, 160—40 тыс. лет до н. э.).
Важную роль в образовании населённого пункта сыграло казачество: по преданию, сёла Романково и Каменское основаны запорожскими казаками. Первое письменное упоминание о селе Каменском датировано 1750 годом. В период Новой Сечи (1734—1775) Каменское входило в состав Кодацкой паланки Войска Запорожского.
В 1887—1889 гг. польскими, бельгийскими и французскими акционерами был построен Днепровский металлургический завод на землях, выкупленных у сельского товарищества. Это привело к быстрому росту села. В конце XIX — начале XX века построены поселения для служащих и рабочих завода — Верхняя и Нижняя колонии. С июня 1917 года решением временного правительства селу Каменскому присваивается статус города с названием Каменский.
По данным переписи 1926 года, украинцы составляли 54,3 % населения Каменского, евреи — 4,1 %, русские — 29,0 %. Украинский язык родным назвали 46,1 % населения, еврейский — 2,9 %, русский — 42,8 %.
1 февраля 1936 года город был переименован в Днепродзержинск в честь советского государственного деятеля Ф. Э. Дзержинского. В 1938 году в его состав вошли сёла Романково и Тритузное. В годы индустриализации в городе были построены вагоностроительный, коксохимический, котельно-сварочный, азотно-минеральный, цементный и бетонный заводы, швейная фабрика и ряд других предприятий. Перед второй мировой войной в городе насчитывалось 148000 жителей.
Вторая мировая война стала тяжёлым испытанием для города. Около 18000 днепродзержинцев воевали на фронте, около 11000 из них полегло на поле боя. В годы оккупации города, которая продолжалась 26 месяцев, нацистами было расстреляно 1069 днепродзержинцев, 2999 человек были вывезены на принудительные работы в Германию.
25 октября 1943 года город был освобождён советскими войсками и уже на 26-й день после этого была проведена первая плавка на Днепровском металлургическом комбинате. Полное восстановление города было завершено в 1950 году.
В послевоенное время промышленный комплекс города пополнялся новыми заводами. Введена в эксплуатацию Днепродзержинская (Среднеднепровская) ГЭС. В 1950—1980 годах был сформирован современный архитектурный облик города. Появились новые застройки, в том числе на левом берегу Днепра. В 1970 году город был награждён орденом Трудового Красного Знамени.
В историю независимой Украины Каменское вошёл как город, в котором впервые, согласно новой Конституции Украины, был избран городской голова — В. Я. Швец.
В апреле и мае 2015 года был принят Верховной радой Украины и подписан президентом Украины закон «О запрете пропаганды коммунистического и национал-социалистического тоталитарных режимов», согласно которому город должен быть переименован к началу 2016 года. Наиболее вероятным называлось переименование в Каменск, производное от исторического названия Каменское. К сентябрю прошли общественные слушания и интернет-голосование горожан на официальном сайте городской администрации по вариантам переименования в Каменск (производное от исторического названия Каменское), Днепровск (при этом такое же название предложено одним из вариантов для переименования областного центра Днепропетровска), Днепрокаменск и другие, из которых наибольшие предпочтения были отданы первым двум.
19 мая 2016 года Верховная рада Украины приняла постановление, согласно которому Днепродзержинск получил своё историческое название — Каменское.

## Население
Население на 1 марта 2015 года составляло 239 927 постоянных жителей и 240 477 человек наличного населения, в границах горсовета — соответственно 246 891 и 247 449 человек, на 1 января 2017 года в границах горсовета — 244 201 житель, в том числе: город Каменское — 237 244 чел., пгт Карнауховка — 6663 чел., посёлок Светлое — 294 чел.
Численность населения на 1 января 2014 года — 248 439 человек в горсовете, в том числе: город Днепродзержинск — 241 475 чел., пгт Карнауховка — 6665 чел., посёлок Светлое — 299 чел.
На 2024 год — 240 тысяч человек (с учётом внутри перемещенных лиц).
Численность населения города по годам:
| год  | население, чел.  | население, чел.    | источник |
| год  | собственно город | вместе с посёлками | источник |
| ---- | ---------------- | ------------------ | -------- |
| 1923 | 16 902           |                    |          |
| 1926 | 34 340           |                    |          |
| 1939 | 147 961          |                    | [ 20 ]   |
| 1959 | 194 188          | 201 799            | [ 21 ]   |
| 1960 |                  | 205 900            | [ 22 ]   |
| 1965 |                  | 226 400            | [ 22 ]   |
| 1970 | 226 998          | 235 650            | [ 23 ]   |
| 1975 |                  | 253 800            | [ 22 ]   |
| 1979 | 250 120          | 258 306            | [ 24 ]   |
| 1980 |                  | 261 300            | [ 22 ]   |
| 1985 |                  | 279 200            | [ 22 ]   |
| 1989 | 281 925          | 288 918            | [ 25 ]   |
| 1990 |                  | 290 500            | [ 22 ]   |
| 1992 | 285 600          |                    |          |
| 1995 |                  | 291 100            | [ 22 ]   |
| 1998 |                  | 281 800            |          |
| 2002 | 255 841          | 262 700            | [ 22 ]   |
| 2003 | 253 200          | 260 100            |          |
| 2004 | 251 142          | 258 000            | [ 22 ]   |
| 2005 | 249 530          | 256 400            |          |
| 2006 | 247 821          | 254 700            | [ 22 ]   |
| 2007 | 246 734          | 253 600            | [ 26 ]   |
| 2008 | 245 866          | 252 700            | [ 27 ]   |
| 2009 | 245 082          | 251 994            | [ 28 ]   |
| 2010 | 244 272          | 251 190            | [ 29 ]   |
| 2011 | 243 199          | 250 115            | [ 29 ]   |
| 2012 | 242 646          | 249 550            | [ 29 ]   |
| 2013 | 241 880          | 248 795            | [ 30 ]   |
| 2014 | 241 475          | 248 439            | [ 30 ]   |
| 2015 | 240 682          | 247 664            | [ 30 ]   |
| 2016 | 239 237          | 246 235            | [ 31 ]   |
| 2017 | 237 244          | 244 201            | [ 32 ]   |
| 2018 | 235 066          | 241 990            | [ 33 ]   |

По данным переписи 1926 года, украинцы составляли 54,3 % населения Каменского, евреи — 4,1 %, русские — 29,0 %.
По данным переписи 2001 года, украинцы составляли 82,05 % населения города, русские — 15,70 %.

### Языковой состав
По данным переписи 1926 года, украинский язык родным назвали 46,1 % населения города, русский — 42,8 %, еврейский — 2,9 %.
Родной язык населения по данным переписи 2001 года:
| Язык       | Численность, чел. | Доля     |
| ---------- | ----------------- | -------- |
| Украинский | 165 284           | 64,85 %  |
| Русский    | 87 861            | 34,47 %  |
| Другое     | 1 724             | 0,68 %   |
| Итого      | 254 869           | 100,00 % |

Украинский язык является единственным официальным языком Каменского.
Вторжение России на Украину спровоцировало новую волну украинизации в городе, всё больше людей предпочитают говорить на украинском языке.
По данным Государственной службы статистики Украины в 2024/25 учебном году все 304 080 учащихся в учреждениях общего среднего образования в Днепропетровской области обучались в украиноязычных классах.

## Экономика
По географическому положению, истории хозяйственного развития и производственному профилю у Каменского много общего с городом Днепром. Между этими городами вдоль соединяющих их рек, железнодорожной и автомобильной дорог, расположились посёлки, большинство жителей которых работают на предприятиях обоих городов.
Главные отрасли промышленности:
- металлургическая — Днепровский металлургический комбинат (ДМК) — одно из крупнейших предприятий промышленного комплекса Украины с полным металлургическим циклом по выпуску 5600 тыс. тонн агломерата, 4350 тыс. тонн чугуна, 3850 тыс. тонн стали, 3829 тыс. тонн готового проката. ПАО ДМК — единственный на Украине поставщик катаной осевой заготовки для железнодорожного транспорта, шпунтовых свай типа Ларсен, рельсов контактных для метрополитена, стальных мелющих шаров, трубной заготовки;
- машиностроительная — ПАО «Днепровагонмаш» (ДВЗ им. газеты «Правда»), одно из ведущих предприятий Украины и стран СНГ по проектированию и изготовлению грузовых вагонов для магистральных железных дорог и различных отраслей промышленности;
- химическая — ПАО «ДнепрАзот» (входит в перечень предприятий, имеющих стратегическое значение для экономики и безопасности Украины) и химический комбинат;
- коксохимическая — 2 коксохимических завода;
- промышленность стройматериалов — цементный завод (ОАО Днепроцемент), завод сборного железобетона, Завод Метиз;
- ГНПП «Цирконий» — единственный на Украине и один из пяти мировых производителей циркония металлического ядерночистого;
- ООО ПП «ЗИП» — крупнейший производитель лакокрасочной продукции на Украине.
- ряд предприятий пищевой промышленности;
- порт на Днепре, железнодорожный узел, автовокзал;

В Каменском работают 47 крупных промышленных предприятий, 1188 предприятий малого и среднего бизнеса. В структуре промышленного производства города преобладает металлургия и обработка металла (61,8 %), химическая отрасль (13,5 %), производство кокса (16,4 %), машиностроение (4,2 %), производство стройматериалов, электроэнергетики, деревообрабатывающая, пищевая, лёгкая и другие отрасли промышленности.
Важнейшие виды продукции: чугун, сталь, прокат, цемент, кокс, минеральные удобрения, электроэнергия, магистральные и промышленные вагоны. В последние годы появились и новые виды продукции — автобусы ДАЗ, выпускаемые Днепровским автобусным заводом.
В городе работает пять проектных и научно-исследовательских организаций. Одним из важнейших является Украинский государственный научно-исследовательский проектный институт азотной промышленности и продуктов органического синтеза (УкрДІАП). Институт осуществляет модернизацию действующих и проектирование новых производств в химической промышленности и смежных отраслях. По проектам института на территории СНГ и дальнего зарубежья построено свыше 100 агрегатов, из них 31 — на Украине. Также в городе работает Государственный проектный институт «Дніпродзержинськцивільпроект», имеющий 55-летний опыт выпуска проектной документации на застройку города.

### Транспорт
В городе действует четыре трамвайных маршрута, также перевозки осуществляются автобусами и маршрутными такси. Ближайший аэропорт находится в 40 км от города в Днепре.
2 июля 1996 года на линии городского трамвайного маршрута № 2-А (временного маршрута, организованного на время постройки нового Баглейского моста-путепровода) произошла катастрофа, повлёкшая множество жертв. Причиной аварии был отказ тормозной системы на крутом спуске. Этот инцидент породил многочисленные споры (в том числе за рубежом) о целесообразности строительства трамвайных линий в городах с гористым рельефом.

## Экология
Каменское — город с очень сложной экологической обстановкой. Не раз были предложения присвоить ему статус города экологического бедствия, которые так и не были воплощены в жизнь. Особенно загрязнена правобережная часть города, где в черте города расположены промышленные предприятия металлургического, химического, коксохимического комплекса. Также поблизости от населённых пунктов расположены хвостохранилища — хранилища отходов уранового производства ПХЗ (Приднепровского химического завода).
Две трети населения проживает на правом берегу. В левобережной части города нет скопления загрязняющих предприятий, но, в зависимости от направления ветра, сюда могут доноситься неприятные запахи от Орельской птицефабрики или Днепровского крахмало-паточного комбината.

## Образование
Среди учебных заведений города: Днепровский государственный технический университет (ДГТУ), индустриальный, энергетический, торгово-экономический техникумы, металлургический и технологический, физкультурный колледж, торгово-кулинарное, рабоче-промышленные, медицинское и музыкальное училища, а также учебное подразделение государственной пенитенциарной службы Украины — Днепродзержинское училище профессиональной подготовки персонала Государственной уголовно-исполнительной службы Украины.

## Культура
В городе функционируют музей истории города Каменское, Академический музыкально-драматический театр имени Леси Украинки, театр-студия «Десятый квартал».

## СМИ
В Каменском в настоящий момент издаются следующие газеты:
- «Любимый город»
- «Событие»
- «ПРОСТО ДНЕПРОДЗЕРЖИНСК»
- «Событие Сегодня»
- «Д. М. К. Деятельность. Мнения. Комментарии» — газета акционерного общества Днепровского металлургического комбината
- «Панорама Азота» — газета акционерного общества «ДнепрАзот»
- «Нова газета» — рекламные объявления
- «Наш репортёр» — закрыт в июне 2019 года
- «Город 5692»

Имеется коммунальный телеканал ТРК «МІС» (вещает в кабельной сети города), FM-радиостанция «Радио МиКомп».
В Каменском в настоящий момент работают следующие электронные издания:
- «Сайт Каменского 5692.com.ua», «Кстати+», Сайт «Событие», «Каменское», «Спорт Каменское-Днепродзержинск».

## Спорт
Среди наиболее популярных видов спорта — велоспорт, теннис, волейбол, футбол, шахматы, шашки, боевые искусства (бокс, тхэквондо, карате кёкусинкай, каратэ шотокан, айкидо, дзюдо, син му хапкидо, комбатан), тяжелая атлетика, пауэрлифтинг, лёгкая атлетика, гимнастика (спортивная и художественная), плавание, академическая гребля, гребля на байдарках и каноэ, пейнтбол. В настоящее время бурно развиваются уличные (неофициальные) виды спорта, такие как паркур.
В городе действовали футбольный клуб «Сталь» и баскетбольный клуб «ДнепрАзот».
24 апреля 2010 года в окрестностях города проходил этап чемпионата Украины по ралли.

## Города-побратимы
- Кельце, Польша[43]
- Темиртау, Казахстан[44]
- Караганда, Казахстан[45]

## Галерея
|                              |                              |                          |                  |                      |
| Символ Каменского — Прометей | Дома на правом берегу города | Памятник Тарасу Шевченко | Здание Горсовета | Музей истории города |

## Авиакатастрофа 1979 года
11 августа 1979 года в небе близ Днепродзержинска столкнулись два самолёта Ту-134А авиакомпании «Аэрофлот», в результате чего погибли все находившиеся на них 178 человек, в том числе 17 членов футбольной команды «Пахтакор» (Ташкент). Эта катастрофа стала одной из крупнейших в истории авиации.